# 平塚城 (相模国)
平塚城（ひらつかじょう）は、神奈川県平塚市平塚（神奈川県大住郡平塚）にあった日本の城。

## 概要
鎌倉時代から室町時代にかけて200年間存在した城。平塚の要となる城で、この場所を中心に小さな城下から造られた。現在、記録に残る城主は大森憲頼である。
遺構はほとんど残っておらず、城の東面（現・八雲神社境内）に土塁があるのみである。居館部と要害が合わさっており、現在の平塚農業高校敷地内に内堀と外堀を含む主郭部が存在したが埋め戻されている。城址からは、発掘調査により三浦氏時代の天目茶碗が見つかっている。史跡指定無し。

## 歴史
鎌倉時代に三浦氏の一族がこの地一帯を治めた時、平塚に館が造営された。その後三浦氏を追いやるようにして大森氏の一族である大森憲頼が城主となり、館に土塁と堀を築いて城塞化した。一方、城主だった三浦氏は扇谷上杉氏に逃亡した。
長尾景春の乱が勃発すると、憲頼は景春方につき、扇谷上杉勢と交戦。徐々に景春勢は追い詰められ、憲頼は平塚城に籠城するも太田道灌により攻略された。憲頼は嫡子と成頼と共に逃亡中没落した。
乱後、三浦氏が城主に返り咲くが北条早雲の相模侵攻により落城し、廃城となった。